# Frente Antisistema
Frente Antisistema (FAS) és una organització miliciana d'ideologia neonazi situada al País Valencià que operà entre 2003 i 2005 dedicant-se a l'assalt, el robatori, la venda d'armes i el proselitisme d'idees d'ultradreta per la web. Es dedicaven a fer caceres humanes de militants de l'esquerra, musulmans, gitanos, Latin Kings i immigrants. El 2005 fou investigada per la Guàrdia Civil sent desarticulada. Nou anys més tard foren portats a juí. El 2014 foren absolts pels jutges de l'Audiència de València. Segons la Guàrdia Civil, basant-se en les converses entre un membre del FAS i Pedro Pablo Peña (fundador d'Alianza Nacional), el FAS té relacions amb els partits ultradretans Alianza Nacional, amb qui compartien local, i España 2000.
Un antecedent del FAS és la banda neonazi Hermandad Nacional Socialista Armagedón. Aquesta banda fou desarticulada el 2000 i alguns dels seus membres passaren a formar part del FAS.
Guardaven armes en València, Sagunt, Puçol, Xiva, La Pobla de Farnals, Torrent, Silla, Paterna, La Font de la Figuera, Burjassot i Xirivella. Les armes provenien de l'exèrcit espanyol.
Poc després de ser desmantellada l'organització el líder del FAS "encapçalà el projecte d'Alianza Nacional al País Valencià al cap de pocs mesos".
El 2014 el Tribunal Suprem de Justícia Espanyol va ordenar la destrucció de les armes trobades. La Guàrdia Civil considerà que l'assassí de Guillem Agulló hi participava però més tard es considerà que no hi participà. El 2015 el judici acabà amb l'absolució del grup, quedant els costos del judici (més de quaranta-dos mil euros) a càrrec de l'Acció Popular Contra La Impunitat (l'acusació). Uns anys més tard, el 2017 es va indemnitzar a un dels membres per la destrucció de l'arsenal d'armes per part de la Guàrdia Civil després que el Consejo General del Poder Judicial declarara la destrucció un procediment anormal.
El nombre de membres es creia inicialment de 22 i més endavant es reduí a 18.
L'estructura comptava amb una cúpula anomenada Junta de Mandos, on hi havia entre altres el comptable Pedro Costa Lofer i el cap Juan Manuel Soria, buscat per la Interpol. A l'organització destaca la participació de dos militars de l'Exèrcit espanyol.